# Georg Voggenreiter
Georg Voggenreiter (né le 20 septembre 1912 à Nuremberg et mort le 27 septembre 1986 à Nuremberg) est un coureur cycliste allemand. Actif sur route et sur piste dans les années 1940 et 1950, il a notamment été  champion d'Allemagne sur route en 1947 et neuf fois champion d'Allemagne de vitesse entre 1943 et 1954 (huit fois chez les professionnels et une fois chez les amateurs).

## Palmarès sur route
- 1947
  -  Champion d'Allemagne sur route

## Palmarès sur piste

### Championnats nationaux
- Champion d'Allemagne de vitesse en 1946, 1947, 1949, 1950, 1951, 1952, 1953, 1954
- Champion d'Allemagne de poursuite par équipes amateur en 1944
- Champion d'Allemagne de vitesse amateur en 1943[2]
- Champion d'Allemagne de tandem amateur en 1943, 1944